# 拉讷维尔欧拉里
拉讷维尔欧拉里（法語：La Neuville-aux-Larris，法語發音：[la nøvil o laʁi]）是法国马恩省的一个市镇，属于兰斯区。

## 地理
拉讷维尔欧拉里（49°8'35"N, 3°50'32"E）面积1.64 平方千米，位于法国大東部大區马恩省，该省份为法国东北部内陆省份，北起阿登省，西北接埃纳省，西南接塞纳-马恩省，南至奥布省，东南接上马恩省，东临默兹省。
与拉讷维尔欧拉里接壤的市镇（或旧市镇、城区）包括：尚普拉和布雅库尔、巴略苏沙蒂永、贝尔瓦勒苏沙蒂永、绍米济、屈什里、容克里。

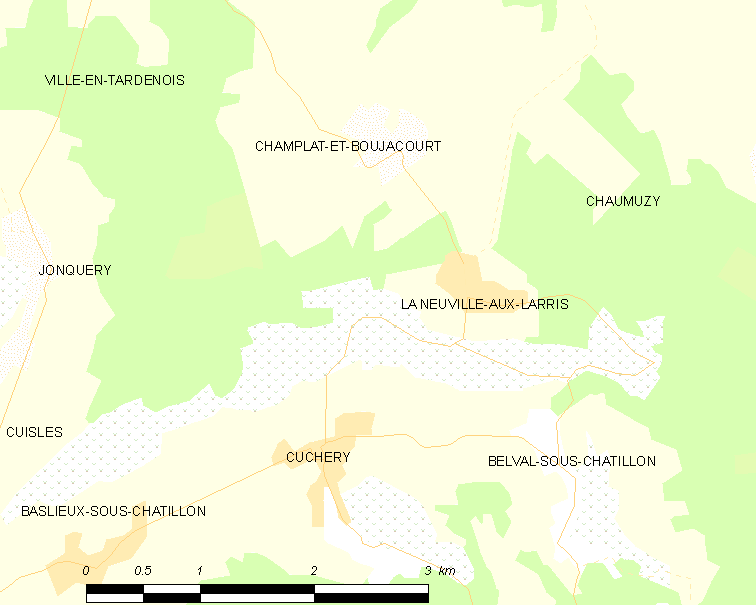
拉讷维尔欧拉里的OSM定位图

拉讷维尔欧拉里的时区为UTC+01:00、UTC+02:00（夏令时）。

## 行政
拉讷维尔欧拉里的邮政编码为51480，INSEE市镇编码为51398。

## 政治
拉讷维尔欧拉里所属的省级选区为多尔芒-香槟景县。

## 人口

1962-2008年间拉讷维尔欧拉里人口变化图示

拉讷维尔欧拉里于2022年1月1日时的人口数量为192人。